# Fimbristylis leucocolea
Fimbristylis leucocolea är en halvgräsart som beskrevs av George Bentham. Fimbristylis leucocolea ingår i släktet Fimbristylis och familjen halvgräs. Inga underarter finns listade i Catalogue of Life.